# Les Màximes de Ptahhotep
Les Màximes de Ptahhotep, Preceptes o Instruccions és una composició literària egípcia antiga basada en els coneixements i saviesa del Visir Ptahhotep.

## Història
Durant el regnat del faraó Izezi, de la Cinquena Dinastia el visir Ptahhotep va formular aquests preceptes. El text va ser descobert a Tebes l'any 1847 per l'egiptòleg M. Prisse d'Avennes. Les Màximes de Ptahhotep es coneixen com a literatura de saviesa, concretament sota el gènere de preceptes que ensenyen alguna cosa. Hi ha quatre còpies dels Preceptes, i la versió completa i única, Papyrus Prisse, és a la Bibliothèque Nationale de París. Segons William Kelly Simpson, alguns becaris debaten que les Màximes de Ptahhotep van ser escrites a l'època de la dotzena dinastia, a l'Imperi mitjà. Les còpies més primerenques del text van ser alterades per fer-les comprensibles pels egipcis del Nou Regne. No únicament versa sobre el pensament i la moralitat del Regne Antic, sinó que vol ser beneficiós per qualsevol que el llegeixi. El text mostra un molt bon panorama de les actituds generals en aquell període. Les Màximes de Ptahhotep assenyaln diverses virtuts que s'entenien com necessàries per viure una vida bona i en sintonia amb Maat, part important de la cultura egípcia.

## Resum
Segons Simpson, el visir Ptahhotep era un ancià de 110 anys, a punt per retirar-se i estava a prop d'abandonar la seva posició. El faraó havia aprovat que el fill de Ptahhotep succeís al visir, però va adonar-se de que el jove no havia nascut amb saviesa i que era necessària l'experiència que dona l'edat avançada. Habitualment els visirs eren reemplaçats per algú amb suficient edat i amb experiència, així doncs, el Visir Ptahhotep va escriure els preceptes al seu fill per donar-li saviesa i consell que només poden ser assolits a través d'experiència.

Les Instruccions van consistir en diversos temes, un dels quals era sobre el lideratge. Per exemple, la prosa de número 9,1: 
«Si ets un dirigent pren la responsabilitat en les matèries que se t'han confiat. Així aconseguiràs coses notables...»
La prosa 9,5 estableix: 
«Si ets un home d'autoritat, sigues pacient quan estiguis escoltant les paraules d'un sol·licitant; no el rebutgis fins que hagi exposat tot el que havia previst dir-te o exposar-te.» 
Això va demostrar la importància que es donava en l'antiga societat egípcia a l'ancianitat i a tenir prou saviesa per prendre les decisions correctes. Les Màximes de Ptahhotep eren texts que havien de ser llegits constantment i copiats pels estudiants, escribes, i homes que tenien una alta posició.
El propòsit d'aquests texts era per promoure l'ensenyament de la joventut i també per aprendre a saber viure bé. Els temes principals als quals Ptahhotep es dirigia són el silenci, l'harmonia en el progrés, la veracitat i sinceritat, les relacions i els bons costums. El text assisteix a reconstruir el context social d'aquell temps descrivint l'espai cultural en les quals la narració pogués ser influent. D'aquesta manera aquest text ajuda a fer l'anàlisi de la història del període en el qual va ser escrit.
En l'opinió de Parkinson els textos antics haurien de ser estudiats separadament per entendre correctament el significat del text i per determinar la seva validesa individualment. Com que la majoria de la literatura sobre saviesa va ser escrita en l'àmbit de la poesia, algunes parts poden ser certes i altres no ser obres de ficció, escrites amb el propòsit d'atreure lectors. La majoria de les escriptures sobre saviesa van ser acceptades pels lectors per la seva elecció en el vocabulari i també per la posició d'elit en la qual l'autor era conegut en la societat o també per les experiències personals de l'autor.

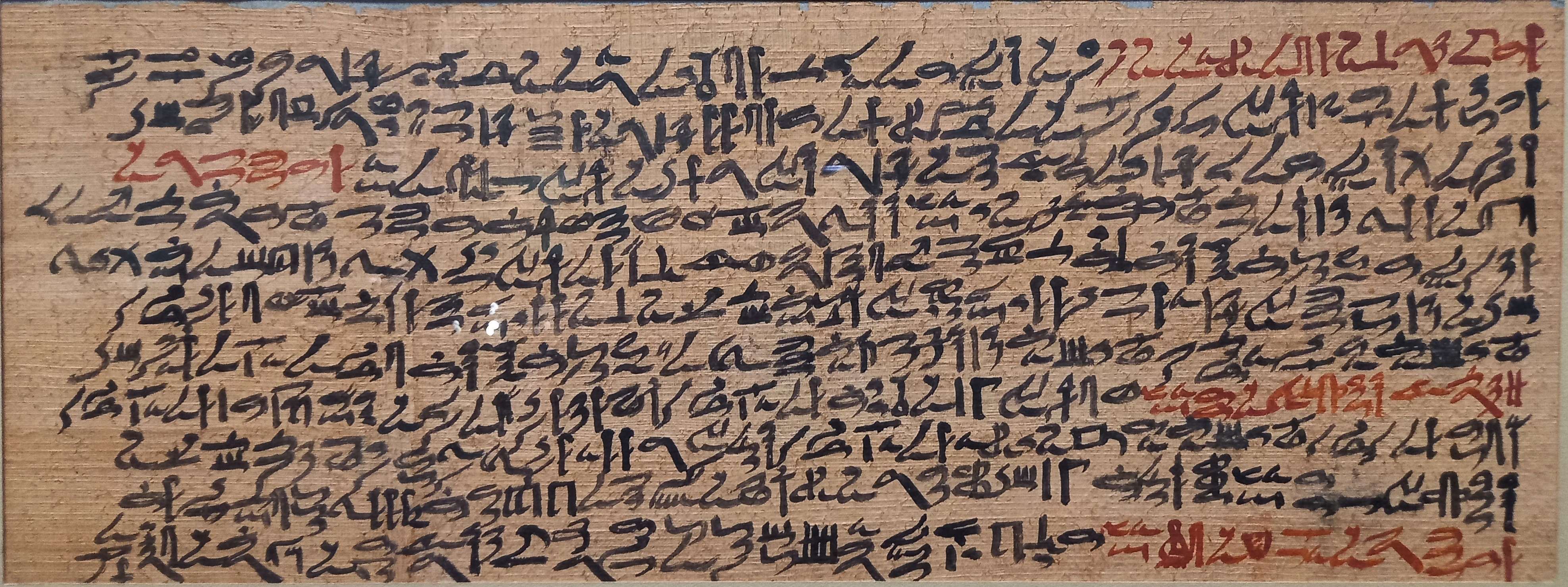
Papr Prisse 187

Hi ha quatre còpies conegudes de Les Màximes de Ptahhotep; la primera còpia va ser escrita durant l'Imperi Antic i altres còpies van ser considerades formar part de l'Imperi Mitjà. Les Màximes, al text original, es creu van ser originades durant l'Imperi Antic perquè s'adaptaven al pensament social i intel·lectual d'aquell període. La còpia del Papir Prisse, del temps de la dinastia XII, es considera ser la font original. Tanmateix, hi ha altres versions de la Dinastia XII i versions sobre l'Imperi Nou que ometen algunes frases, n'afegeixen d'altres i a vegades canviar la seqüència de les paraules. El Papir Prisse va contenir tres textos literaris que van ser titulats com "Instrucció" o "Ensenyament", i el text complet únic dins d'aquest papir era la Màxima de Ptahhotep.

El document amb la Màxima de Ptahhotep va ser reconegut per la majoria d'egiptòlegs com un del més difícils textos literaris egipcis per traduir. Per exemple:
«Es coneix quan un és savi a causa de la seva saviesa; un oficial ha de ser en bona solidesa (?): El seu cor és en equilibri amb la seva llengua, els seus llavis són acurats quan parla...» 
Els signes d'interrogació queden per interpretació i diferent per cada traductor. Els ensenyaments van servir el seu propòsit per educar i donar saviesa a l'adult jove, per viure una vida bona ensenyant als homes a ser justos i honrats. És notori el punt de vista masculí en preceptes sobre l'erotisme:
| « | Allunya’t de la dona forastera Desconeguda per tothom a la seva ciutat. És com una aigua molt profunda Amb remolins desconeguts. Una dona que té l'espòs lluny Et diu cada dia: "Sóc complaent!", Ara que no té cap testimoni. | » |

## Passatges seleccionats
Els que hi ha seguidament són els seleccionats per Christian Jacq, a The Living Wisdom of Ancient Egypt.
- "Gran és la Llei (Maat)." (p. 24)
- "Tota conducta hauria de ser tan recta que es pogués mesurar amb una plomada." (p. 27)
- "La injustícia existeix quan hi ha abundància, però el mal mai pot tenir èxit a la llarga." (p. 32)
- "Castigar tenint principis, ensenya significativament. L'acte de parar el mal porta a l'establiment durador de la virtut." (p. 32)
- "La raça humana mai acompleix qualsevol cosa. És el desig de Déu el que aconsegueix el fet." (p. 41)
- "Aquells a qui els guia Déu no van malament. Aquells als qui els treu la barca no poden fer la travessa." (p. 43)
- "Seguiu el vostre cor durant tota la vostra vida, no us excediu respecte el què ha estat ordenat." (p. 66)
- "Si treballes intensament i si hi ha creixement com n'hi ha en els camps, és perquè déu ha col·locat abundància en les vostres mans." (p. 74)
- " No xafardegis en el teu barri, perquè les persones respecten el silenciós." (p. 74)
- "Escoltar és beneficiós per l'oient." (p. 74)
- "Ell qui escolta esdevé el mestre del que és profitós." (p. 76)
- "El escoltar és millor que qualsevol altre cosa, així neix l'amor perfecte." (p. 76)
- "Déu estima qui escolta. Odia els qui no escolten." (p. 76)
- "Quant a l'home ignorant que no escolta, no aconsegueix res. Ell equipara coneixement amb ignorància, l'inútil amb el nociu. Ell fa tot el que és detestable, així les persones s'enfaden amb ell cada dia." (p. 77)
- "Una paraula perfecta s'amaga més profundament que les pedres precioses. És per ser trobada prop dels criats que treballen al molí de pedra." (p. 78)
- "Només parlis quan tens alguna cosa que tingui valor de ser dita." (p. 79)
- "Una dona amb el cor feliç porta equilibri." (p. 107)
- "Ameu la vostra muller amb passió." (p. 107)
- "Quant els qui acaben al cap d'amunt desitgen contínuament dones, cap dels seus plans tindrà èxit." (p. 108)
- "Que meravellós és un fill que obeeix el seu pare!" (p. 112)
- "Que feliç és de qui es diu: 'Un fill és de naturalesa amable quan sap com escoltar.'" (p. 112)
- "No culpa els qui no tenen fills, no els critiquis per no tenir-ne cap i no te'n vanis de tenir-los tu." (p. 113)
- "Sigui el vostre cor mai vanitós a causa del que saps. Pren consell de l'ignorant així com de l'assenyat..." (p. 119)
- "No repeteixis un rumor difamatori, no l'escoltis." (p. 139)
- "Ell qui té un cor gran té un regal de Déu. Qui obeeix el seu estómac obeeix l'enemic." (p. 140)